# Час жити і час помирати
«Час жити і час помирати» (нім. Zeit zu leben und Zeit zu sterben) — антивоєнний роман відомого німецького письменника Еріха Марії Ремарка, опублікований в 1954 році.

## Сюжет
Події, описані в романі, розгортаються 1944 року, німецькі війська відступають з СРСР. Ернсту Греберу разом з групою солдат його взводу доручено розстріляти полонених партизанів — старого, жінку та двох чоловіків. Особливу старанність в приготуваннях до цього проявляє член НСДАП Штейнбреннер, який хоче зґвалтувати жінку. Перед смертю жінка прокляла солдатів-загарбників і висловила сподівання, що її діти будуть вбивати їхніх дітей.
Після цього Гребер отримує тритижневу відпустку, і їде до батьків до Вердена. Однак прибувши додому, дізнається, що місто регулярно піддається сильним бомбардуванням. Стикається він тепер і з новими реаліями тилу. Будинки на вулиці, де жили його батьки, перетворилися на руїни, з яких виймають понівечених мешканців. Унаслідок бомбардувань загинуло кілька тисяч осіб.
Шукаючи батьків, Гребер зустрічає 20-річну Елізабет Крузе, яку пам'ятав ще дівчинкою, батько якої перебував у концтаборі. А квартира родини Елізабет піддалася «ущільненню» — дві кімнати тепер займає нацистка фрау Лізер з донькою. Гребер та Елізабет зближуються і між ними спалахнуло кохання. Згодом вони вирішують одружитися.
Гребер зустрічає кількох своїх знайомих: професора Польмана, який ховає в будинку єврея, та Альфонса Біндінга, який став функціонером НСДАП.
Під час однієї з атак авіації союзників-антифашистів на місто скидають запальні бомби, внаслідок чого на очах у Гребера гине 5-річна дівчинка з немовлям на руках. Хімічний склад бомб був таким, що пропалював людські м'язи наскрізь, що призвело до великої кількості жертв. Одна з бомб падає на будинок Біндінга, і він гине. Незабаром професор Польман був заарештований гестапо за переховування єврея. Відпустка Гребера закінчується, він прощається з Елізабет, мріючи зустрітися після війни.
Гребер повертається на фронт, де радянські війська починають широкомасштабний наступ. Взвод Гребера під час наступу втрачає більшу частину особового складу. Гребер охороняє чотирьох місцевих жителів, які заарештовані за підозрою в участі у партизанському підрозділі. Один з полонених, старий, пропонує Греберу втекти з ними, але Гребер відмовляється від цієї пропозиції. Після раптового прориву радянських військ Штейнбреннер пропонує вбити жителів, але Гребер намагається йому перешкодити, і вбиває Штейнбреннера, а разом з тим і випускає жителів. Але за мить старий стріляє у Гребера, і він помирає.

## Головні герої роману
- Ернст Гребер — головний герой, німецький солдат, на фронті з самого початку війни, воював в Африці, у Європі, СРСР.
- Елізабет Крузе — 20-річна дівчина. Знайома Ернста, батько якої перебуває в концтаборі.
- професор Польман — шкільний учитель Ернста.
- Альфонс Біндінг — колишній однокласник Ернста, функціонер нацистської партії.

## Екранізації
У 1958 році за романом Еріха Марії Ремарка знято художній фільм «Час кохати і час помирати» американським режисером Дагласом Кірком. За результатом онлайн-голосування на сайті IMDb фільм отримав 7.9 балів з 10.

## Художній прийом
У сучасних рецензіях частково визнаються спроби Ремарка моральної переоцінки, але частково опис німецьких військових злочинів розглядається як несправедливе приниження німецького солдата. Якщо, з одного боку, визнаються «літературні якості» роману та «етичне ставлення» Ремарка, з іншого — звинувачення, що як «емігрант» Ремарк не міг дозволити собі судити Німеччину 1944 року.

## Історія публікації
Роман вийшов у вересні 1954 року у видавництві Kiepenheuer & Witsch, переклади англійською, данською та норвезькою мовами з'явилися приблизно в той самий час. Переклади іншими мовами з'явилися протягом наступних кількох років; ліцензійне видання для НДР вийшло у видавництві Aufbau-Verlag у 1957 році.
Вже в жовтні 1954 року в пресі обговорювалися відмінності між першими виданнями: В той час як іншомовні видання базувалися на оригінальному машинописі, який Ремарк надав видавцям, у німецькому виданні є суттєві зміни та скорочення, що загалом становлять близько десяти друкованих сторінок. Вони демонструють чітку тенденцію до «пом'якшення» і, з сьогоднішньої перспективи, можуть розглядатися як поступка реставраційній атмосфері аденауерівської Західної Німеччини, яка характеризувалася холодною війною. Посилаючись на данські та норвезькі газети, «Die Welt» писала 16 жовтня 1954 року: «Все, що могло б роздратувати невиправних і тих, кого не можна навчити, було вилучено». Зміни торкнулися наступних сфер:
- Виправлено фактичні помилки автора щодо дат і звань.
- Значення деяких другорядних персонажів було зменшено шляхом зміни або вилучення їхньої передісторії: Товариш Гребера Іммерманн був змінений з комуніста на соціал-демократа, частково єврейське походження солдата Гіршланда було стерте, так само як і есесівське минуле солдата Штайнбреннера.
- Заяви про нацистські воєнні злочини були видалені або вилучені з їхнього зв'язку з війною.
- Дискусія про провину і відповідальність особистості була скорочена.
- Фінальна сцена була політично "уточнена", оскільки цивільні особи, звільнені Гребером, тепер прямо називаються партизанами, а визнання Гребером своєї провини було вилучено. Вбивство Штайнбреннера зображено як самозахист, а не як акт опору, як планував Ремарк.

## Цікаві факти
- Сам Еріх Марія Ремарк у художній екранізації роману зіграв роль професора Польмана.[4]

## Переклади українською
Хронологічний список українських перекладів творів Еріха Марії Ремарка.
- Еріх Марія Ремарк. Час жити і час помирати. Переклад з німецької: Юрій Петренко. Київ: Дніпро. 1974. 327 стор.

- Еріх Марія Ремарк. Час жити і час помирати. Люби ближнього твого. Тіні в раю. Переклад з німецької: Юрій Петренко, Юрій Лісняк, Юлія Микитюк. Харків: КСД, 2015. 960 с. ISBN 978-966-14-9125-9 (2-ге видання у 2016)
  - «Час жити і час помирати». Переклад з німецької: Юрій Петренко
  - «Люби ближнього твого». Переклад з німецької: Юрій Лісняк
  - «Тіні в раю». Переклад з німецької: Юлія Микитюк